# Okręg wyborczy Birmingham Handsworth
Okręg wyborczy Birmingham Handsworth powstał jako okręg ziemski w 1885 r. i wysyłał do brytyjskiej Izby Gmin jednego deputowanego. Obejmował okręg Handworth w hrabstwie Staffordshire. W 1918 r. Handsworth stało się dystryktem miasta Birmingham i okręg przekształcił się w okręg miejski. Zlikwidowano go w 1983 r.

## Deputowani do brytyjskiej Izby Gmin z okręgu Birmingham Handsworth
- 1885–1892: Henry Wiggin, Partia Liberalna, od 1886 r. Liberalni Unioniści
- 1892–1906: Henry Meysey-Thompson, Liberalni Unioniści
- 1906–1922: Ernest Meysey-Thompson, Liberalni Unioniści, od 1912 r. Partia Konserwatywna
- 1922–1945: Oliver Locker-Lampson, Partia Konserwatywna
- 1945–1950: Harold Roberts, Partia Konserwatywna
- 1950–1970: Edward Boyle, Partia Konserwatywna
- 1970–1974: Sydney Chapman, Partia Konserwatywna
- 1974–1979: John Michael Hubert Lee, Partia Pracy
- 1979–1983: Sheila Wright, Partia Pracy